# Lu Andrade
Luciana de Andrade (Varginha, 18 de setembro de 1978), mais conhecida como Lu Andrade, é uma terapeuta vibracional e ex-musicista brasileira. Em 2002, venceu o talent show Popstars e passou a integrar o girl group brasileiro Rouge, gravando dois dos quatro álbuns de estúdio do grupo, Rouge (2002) e C'est La Vie (2003). Com mais de 6 milhões de discos vendidos, o Rouge é o grupo feminino brasileiro que mais vendeu de todos os tempos. Em 2004, ela deixou a banda alegando exaustão e diferenças criativas, mas voltou quando se reuniram para um quinto álbum de estúdio, Les 5inq (2019) e a turnê: Rouge 15 Anos (2018).
Em 2004, após a saída do grupo, Luciana retornou para a casa dos pais em Varginha, onde se manteve alguns meses sem dar declarações para a imprensa. Em 2005, retorna à São Paulo para estudar música e aprimorar sua ideologia musical, trabalhando como vocal de apoio para Negra Li, Nasi, Furto, Forgotten Boys, Sérgio Britto e Rebeldes, além do estadunidense Eric Silver. Em 2007 Luciana é convidada para se tornar repórter do programa Show Total, do canal por assinatura TVA, onde ficou até 2009. Já em 2010 estreia nos palcos do teatro no musical Into The Woods, versão brasileira do clássico da Broadway ao lado de Neusa Romano e Beto Sargentelli. Em 2012 estreia sua segunda digressão, intitulada Turnê O Amor e o Tempo. Em 2012 lança seu primeiro single, "Mind and Heart", liberando o segundo, "Amanheceu", em 2014.
Em 2015 forma o projeto Duo Elétrico junto com o guitarrista Ciro Visconti, tocando diversos covers de bandas de rock, além de se tornar vocalista do retorno da banda Áries na turnê comemorativa de 25 anos. Em 2016, conciliando com os trabalhos na música, se torna apresentadora do programa Estúdio Acesso Cultural, exibido online, além de se tornar instrutora de canto no Conservatório Souza Lima, onde havia estudado música 15 anos antes. Desde 2024, ela exerce a função de terapeuta ocupacional e manisfestou sua vontade de não mais realizar trabalhos voltados à música.

## Biografia

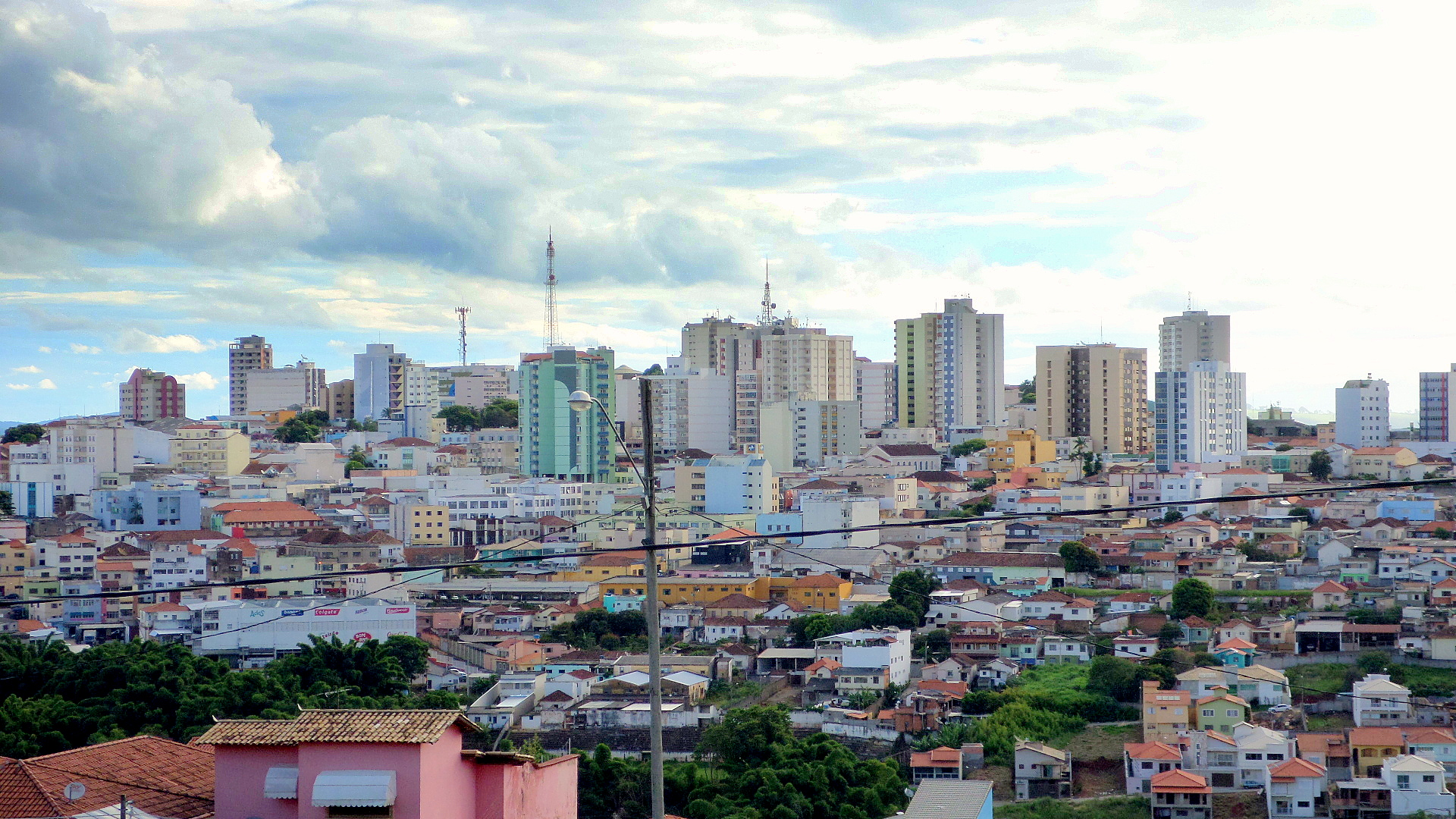
Varginha, município de Minas Gerais, onde Lu nasceu e foi criada.

Nascida em 18 de setembro de 1978, Luciana Andrade é nativa de Varginha, Minas Gerais, sendo filha do casal Walter Clemente de Andrade e Clair Valim de Andrade e tendo como irmãos Guilherme, Gustavo e Lidiane. Desde a infância nutria paixão pela música, improvisando pequenos espetáculos para sua família no palco no porão de sua casa. Em 1984, aos 5 anos de idade, cantou pela primeira vez em público em uma homenagem ao dia das mães, sendo que a partir de então se apresentou em todos os festivais realizados em seu colégio. Logo após passa a fazer parte do coral de sua igreja e é convidada para interpretar o Hino Nacional em cidades de Minas Gerais Na adolescência forma sua primeira banda de pop rock, chamada Trem de Minas, além de trabalhar em diversos locais como uma escola de inglês e até mesmo como estagiaria em uma rede de televisão local de sua cidade. Em 1999, aos 20 anos, começa a compor suas próprias canções, sendo que no mesmo ano entra para a faculdade de publicidade, onde cursou até o sexto semestre antes de abandonar e mudar-se para São Paulo estudar música, ganhando uma bolsa de estudos do Conservatório Souza Lima.

## Carreira

### 2002–04: Carreira com Rouge
Em 2002, uma amiga de Luciana vê o comercial do talent show Popstars e a incentiva a se inscrever, enviando seu vídeo de audição. Selecionada entre 30 mil inscritas, Luciana passa direto para a segunda fase do programa, onde mais de 6 mil foram classificadas no sambódromo de São Paulo onde fizeram avaliação de canto. Nas fases seguintes, os jurados ficaram cada vez mais exigentes, desta forma, selecionando para as próximas etapas somente as garotas que realmente tinham condições de enfrentar a carreira de popstar. Após 5 fases eliminatórias, apenas 8 garotas foram classificadas para a etapa final que ocorreu na casa das Popstars. Depois da 6ª e última fase eliminatória concluída, a girl group brasileira foi finalmente formada por Luciana, Li Martins, Aline Wirley, Karin Hils e Fantine Thó – denominada Rouge. No mesmo ano foi lançado o primeiro álbum em estúdio, o homônimo Rouge, alcançando a primeira posição e vendendo em torno de 2 milhões de cópias, recebendo o certificado de diamante. Sua primeira música de trabalho foi "Não Dá pra Resistir", seguida por "Ragatanga", faixa com participação especial de Las Ketchup, além de "Beijo Molhado" e "Nunca Deixe de Sonhar" Ainda o grupo lançou o álbum de remixes intitulado Rouge Remixes, vendendo 150 mil cópias, recebendo certificado de ouro, e o álbum de vídeo O Sonho de Ser Uma Popstar, trazendo seu primeiro show.

"Todas a meninas passaram por esse baque, sim. Chegamos a conversar a respeito, se queríamos lutar por melhores condições, por mais justiça ali dentro. Todas falaram que queriam, e no fim deram meio pra trás e escolheram seguir. E eu não. Estava fazendo muito mal para minha saúde. Tem casos que nunca contei e que não vou contar também, porque são muito pesados. Eu vivi coisas extremamente pesadas. Hoje eu sei que foram assédio moral. Naquela época, não se falava nisso."

— Luciana revelando o verdadeiro motivo de sua saída do Rouge, em uma entrevista em 2021.
Em 2003, o grupo lança o segundo álbum, C'est La Vie, vendendo em torno de 100 mil cópias apenas na primeira semana de lançamento e em torno de um milhão de cópias ao todo, trazendo como singles "Brilha La Luna", "Um Anjo Veio Me Falar" e "Vem Cair na Zueira". Em 3 de dezembro é lançado o segundo registro de shows do grupo em DVD, intitulado A Festa dos Seus Sonhos. Em 11 de fevereiro de 2004, depois de algum tempo refletindo sobre a decisão que tomaria, Andrade anuncia que estava saindo do grupo, alegando estar sofrendo de exaustão e querendo fazer uma pausa, além de apontar diferenças criativas: "Nada na vida é só rosas. Tem um momento que é preciso mudar. Senti isso muito forte nos últimos tempos". Embora rumores de brigas causadas pelo mal convívio com Thó, os baixos salários e a quantidade excessiva de compromissos profissionais tenham circulado pela imprensa como os reais motivos de sua saída. Ela revelou, em entrevista anos mais tarde, que sua partida se deu devido ao assédio moral cometido pelos empresários do grupo. Um álbum em espanhol estava sendo gravado para lança-las no mercado de países hispânicos e Estados Unidos, porém com a saída de Andrade, o projeto foi cancelado. O Rouge é o grupo feminino que mais vendeu de todos os tempos no Brasil e na América Latina, comercializando 6 milhões de álbuns.

### 2004–10: Participações, televisão e teatro

Luciana como Cinderela no banner de Into The Woods, em 2010.

Em 2004, após a saída do grupo, Luciana retornou para a casa dos pais em Varginha, Minas Gerais, onde se manteve alguns meses retraída, sem dar declarações para a imprensa. No mesmo ano gravou uma participação especial no álbum Trova di Danú, da banda de folk Tuatha de Danann, colocando os vocais na faixa "A Song Of Oengus". Em 2005, apesar de não ter intenção de lançar um material solo, volta à São Paulo para estudar música e aprimorar sua ideologia musical em trabalhos com outros artistas, gravando os vocais de apoio dos álbuns Sangueaudiência e Stand By The D.A.N.C.E., das bandas Furto e Forgotten Boys, respectivamente. Em 2006 também grava os backing vocals em Negra Livre e Onde Os Anjos Não Ousam Pisar, discos de Negra Li e do vocalista do Ira!, Nasi. No mesmo ano passa a integrar a banda de Sérgio Britto, integrante do Titãs, viajando por todo o Brasil com a Turnê Eu Sou 300. Logo após também embarca como backing vocal também da turnê do estadunidense Eric Silver. Em 2007 Luciana é convidada para se tornar repórter do programa Show Total, do canal por assinatura TVA. O convite veio após ela ser entrevistada pelo mesmo e ganhar o interesse da equipe, ficando nas reportagens de entrevista por dois anos.
Em 25 de maio de 2007 estreia sua primeira turnê, intitulada Luciana Andrade Pocket Show, no Conservatório Souza Lima, em São Paulo. O show era totalmente acústico, tendo apenas Luciana no palco, e o repertório incluía versões de outros artistas, como Skank, Kid Abelha e Lulu Santos, além de canções inéditas de sua própria autoria, como "Outra História", "Sempre" e "De Longe". Na ocasião Luciana chegou a anunciar que seu primeiro álbum seria lançado no segundo semestre daquele ano, trazendo a produção do britânico Paul Ralphes: "Tem algumas parcerias e composições de outras pessoas. Acho que tem muita música boa para ser gravada. Não tenho a pretensão de fazer um disco só de composições minhas. A previsão de lançamento é para o segundo semestre deste ano". O álbum, porém, nunca chegou a ser lançado e as canções não foram disponibilizadas em nenhum local. Em 2010 Luciana investiu na carreira de atriz de teatro, protagonizando o musical Into The Woods, dirigida por Armando Bravi Filho e Felipe Senna, uma versão brasileira do clássico da Broadway, onde interpretou Cinderela. Conciliando os trabalhos, no mesmo ano, passou a fazer parte da banda dee Ciro Pessoa, do Titãs, onde ficou por algum tempo como vocal de apoio.

### 2010–17: Lançamentos musicais e internet

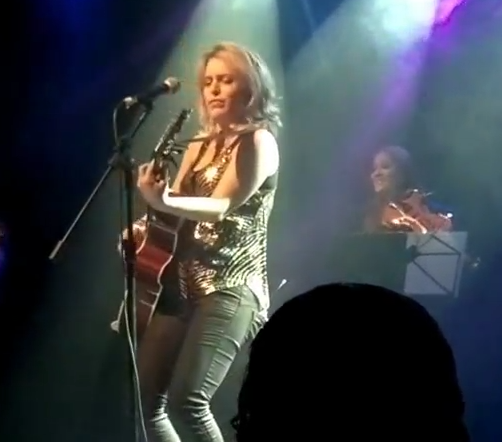
Lu na turnê O Amor e o Tempo no Rio de Janeiro, em 2013.

Em 21 de novembro de 2010 Luciana lança um extended play homônimo digitalmente, diretamente em suas redes sociais, contando com quatro faixas – "Tão Diferente", "De Longe", "A Casa Mal-Assombrada" e "Outra História", além da versão acústica de "De Longe" como bônus – sendo uma pequena seleção das canções gravadas para seu primeiro álbum arquivado anteriormente. No mesmo ano grava o tema de abertura do seriado Julie e os Fantasmas, da Rede Bandeirantes, que viria a fazer parte da trilha sonora lançada no próximo ano. Em 2012 Luciana foi questionada pela imprensa sobre a campanha de retorno do Rouge e se retornaria, dizendo que que gostaria de fazer um novo trabalho com as demais integrantes, desde que fosse algo mais maduro, sem coreografias: "Eu gostaria de reencontrar as meninas, cantar uma música nova ou gravar a versão da Shakira que escrevemos juntas, acho uma excelente ideia fazer algo único e novo".
Em 20 de setembro estreia sua nova digressão, a Turnê O Amor e o Tempo, na casa de espetáculos Café Paon, em São Paulo. A turnê trouxe um repertório focado em canções inéditas e versões revertidas para o gênero folk, além de uma banda própria a acompanhando, formada Fabio Russo na guitarra, Jhonny Maia no baixo e Léo Baeta na bateria. Em 24 de dezembro de 2012 Luciana lança seu primeiro single oficial, "Mind and Heart", que recebeu promoção em diversos programas de televisão, incluindo Todo Seu, "Leão Lobo Visita" e Jornal da Record News, além dos regionais Brasil Ideal e Tá Ligado, de emissoras do interior paulista. Em 5 de maio de 2014 lança seu segundo single, "Amanheceu", uma homenagem à seu falecido pai. Em 2015 se junta ao baterista André Pinguim Ruas, do Charlie Brown Jr., para a reformulação da banda Áries, tornado-se vocalista durante a nova turnê após um longo período da banda em hiato, conciliando os shows com a banda com seu trabalho solo. Na mesma época lança sua terceira digressão, a Turnê Acústica. Logo após também forma o Duo Elétrico junto com o guitarrista Ciro Visconti, tocando covers de bandas de rock e composições próprias em diversos shows. Em 25 de julho de 2016 se torna apresentadora do programa Estúdio Acesso Cultural, exibido diretamente na internet, entrevistando artistas e propondo duetos de diferentes estilos, além de se tornar instrutora de canto no Conservatório Souza Lima, onde havia estudado música 15 anos antes.

### 2017–19: Retorno ao Rouge

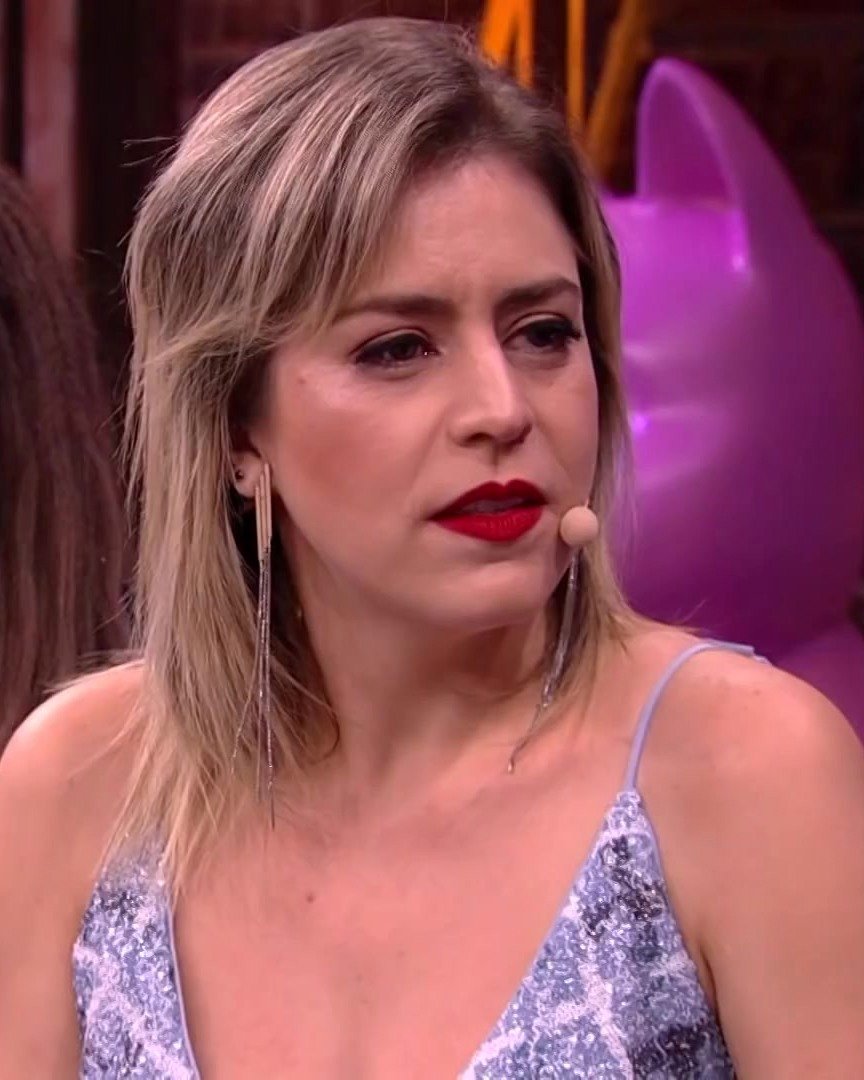
Lu no programa Lady Night, em 2018.

Em agosto de 2017, após comemorar 15 anos do grupo Rouge num post em seu Instagram oficial, rumores começaram a circular que as cantoras poderiam estar planejando um retorno com a formação original. No dia 13 de setembro do mesmo ano, foi anunciado que o grupo retornaria para comemoração dos 15 anos com inicialmente um show na festa Chá da Alice. Os ingressos para apresentação se esgotaram após três horas, e eventualmente mais três shows foram anunciados. No mês seguinte, foi decretado o retorno oficial do grupo, com anúncio de novas canções, um DVD, além de uma turnê para o ano de 2018. Em janeiro de 2018, o grupo deu início à turnê Rouge 15 Anos, além de ter lançado o novo single, "Bailando", que permaneceu em primeiro lugar por quatro dias no iTunes. Em outubro lança o EP 5, e em 24 de janeiro de 2019, o grupo anunciou por meio de suas páginas oficiais que entrariam em uma pausa por tempo indeterminado, mas que deixariam para os fãs o seu novo álbum de estúdio, Les 5inq, o quinto da carreira do grupo, lançado posteriormente em 1 de fevereiro. Além disso, para finalizar a segunda fase de trabalhos iniciada em 2017, elas lançaram o EP acústico Rouge Sessions - De Portas Abertas, que contou com vídeos para todas as músicas. Mesmo sem ter sido trabalhado pelas integrantes, o álbum Les 5inq ocupou o primeiro lugar em vendas no Itunes e a música Como Na Primeira Vez, ficou em terceiro lugar no Ranking iTunes Brasil nas primeiras semanas de seu lançamento. Em 2018 integra os participantes do talent show Dancing Brasil.

### 2020–presente: Retorno a carreira solo e mudança profissional
Em dezembro de 2020 anuncia por meio das redes sociais o lançamento de seu segundo EP intitulado "Elo", que foi lançado em 5 de janeiro de 2021. No dia 12 de maio de 2023, Andrade lança seu álbum de estreia em carreira solo, Adrenalina. No entanto, pouco depois, decidiu se afastar da carreira artística. Ela começou a trabalhar com terapia vibracional e disse em sua conta no Instagram que não tem mais vontade ou disposição para cantar: "O tempo passa e você muda", explicou. Ela também pediu que os fãs parem de enviar mensagens sobre o Rouge ou sobre sua carreira artística para o perfil profissional que ela abriu de "medicina vibracional", escrevendo: "Somente eu sou capaz de saber – pesando os prós e os contras dentro do meu coração – o melhor caminho a ser tomado na minha própria vida. Afinal somente eu sei de tudo o que vivi [...] Respeito não deveria ser pedido, então proíbo que cruzem meus limites, uma vez que não faço isso com ninguém. Este Instagram é sobre terapias vibracionais e cura energética, portanto, endereçado aos que tem interesse no autoconhecimento e evolução pessoal. As pessoas que continuarem enviando mensagens por DM (uma vez que os comentários já estão fechados) referentes a minha carreira de cantora e em relação ao Rouge serão bloqueadas".

## Vida pessoal
Luciana começou a namorar o fotógrafo Leonardo Pereira em 1998, aos 19 anos, quando os dois ainda moravam em Varginha. Em 1998 passou a cursar publicidade na Centro Universitário do Sul de Minas (UNIS), deixando-a no sexto semestre. Em 2001 decidiu se mudar para São Paulo junto com seu namorado para estudar música, ganhando uma bolsa integral no Conservatório Souza Lima e indo morar numa república com outros dez músicos. Em 2003 se casou com Leonardo em uma cerimônia apenas civil e longe da cobertura da mídia, tendo apenas poucos convidados, permanecendo juntos por quinze anos até se separar em 2018. Em 2004 se tornou madrinha do Festival Artístico Cultural, em Varginha, que visa descobrir jovens talentos entre estudantes da cidade, encaminhando-os para os estudos focados nas artes, sendo uma das juradas anualmente. Em 2013 participou da campanha Leucemia Tem Cura, que incentiva a doação de sangue e medula óssea. Em 2016, participa da campanha do projeto Vida de Cachorro, em prol de cães abandonados.

## Características musicais

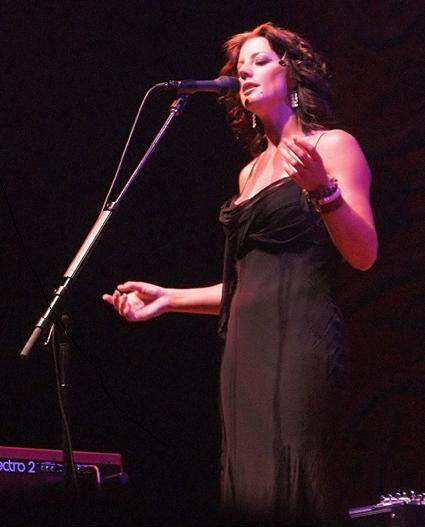
A canadense Sarah McLachlan foi citada por Andrade como sua maior influência musical

Durante sua adolescência teve inspirações de diversos artistas mineiros como Lô Borges, Flávio Venturini e 14 Bis, além de outros grandes nomes como Lulu Santos, Kid Abelha e Pato Fu. Segundo Luciana a maior referência para ela no decorrer de sua carreira foi a canadense Sarah McLachlan, reforçando que sempre quis fazer uma sonoridade entre o pop rock e o soft rock: "Meu estilo sempre foi o da Sarah. Vim para São Paulo querendo fazer um som parecido com o dela". Ela também declarou ter agregando conteúdo musical de cantores Arnaldo Antunes, Erasmo Carlos, Rita Lee, Marisa Monte e Ciro Pessoa. Em sua passagem pelo talent show Popstars foram citados como referência para seu trabalho Elis Regina, Djavan e Ed Motta. Entre nomes internacionais foram citados por ela também Lara Fabian, Celine Dion, Chrissie Hynde, Marie Fredriksson, The Beatles, além das próprias carreiras solo de John Lennon e Paul McCartney.
As bandas mineiras Skank e Jota Quest foram reforçadas como duas de suas maiores influências. Em 2011, Luciana declarou em entrevista ao Popline que a maior referência para sua carreira solo eram músicas dos gêneros folk e indie pop, introduzindo artistas como Neil Young, Joni Mitchell, Patti Smith e Nick Drake como os que ela mais tinha ouvido.

## Discografia

### Álbuns de estúdio
| Álbum      | Detalhes                                                                                             |
| ---------- | --- |
| Adrenalina | - Lançamento: 12 de maio de 2023 - Formato(s): Digital download, streaming - Gravadora: Independente |

### Extended plays(EPs)
| EP              | Detalhes                                                                                                 |
| --------------- | --- |
| Luciana Andrade | - Lançamento: 21 de novembro de 2010 - Formato(s): Digital download, streaming - Gravadora: Independente |
| Elo             | - Lançamento: 5 de janeiro de 2021 - Formato(s): Digital download, streaming - Gravadora: Independente   |

### Singles
| Título                             | Ano  | Álbum                     |
| ---------------------------------- | ---- | ------------------------- |
| "Mind and Heart"                   | 2012 | Adicionado à nenhum álbum |
| "Amanheceu"                        | 2014 | Adicionado à nenhum álbum |
| "Chuva"                            | 2021 | Elo                       |
| "Eu Acho que te Adoro"             | 2021 | Adicionado à nenhum álbum |
| "Eu não Quero Mais Sentir Saudade" | 2021 | Adicionado à nenhum álbum |
| "Eu não Quero Mais Sentir Saudade" | 2023 | Adrenalina                |
| "Procurada"                        | 2023 | Adrenalina                |

### Outras aparições
| Título                 | Ano  | Outro(s) artista(s) | Álbum                |
| ---------------------- | ---- | ------------------- | -------------------- |
| "A Song Of Oengus"     | 2004 | Tuatha de Danann    | Trova di Danú        |
| "Julie e os Fantasmas" | 2012 | —                   | Julie e os Fantasmas |

### Videoclipes
| Título           | Ano  | Diretor     |
| ---------------- | ---- | ----------- |
| "Mind and Heart" | 2013 | João Parisi |
| "Amanheceu"      | 2014 | Danilo Mori |

## Filmografia

### Televisão
| Ano     | Título            | Cargo / Personagem | Nota                   |
| ------- | ----------------- | ------------------ | ---------------------- |
| 2002    | Popstars          | Participante       | Temporada 1            |
| 2002    | Rouge: A História | Apresentadora      |                        |
| 2003    | Romeu e Julieta   | Amiga de Julieta   | Especial de fim de ano |
| 2007–10 | Show Total        | Repórter           |                        |
| 2018    | Dancing Brasil    | Participante       | Temporada 4            |

### Internet
| Ano     | Título                  | Personagem    |
| ------- | ----------------------- | ------------- |
| 2016–17 | Estúdio Acesso Cultural | Apresentadora |

### Cinema
| Ano  | Título           | Personagem |
| ---- | ---------------- | ---------- |
| 2003 | Xuxa Abracadabra | Ela mesma  |

## Teatro
| Ano     | Título         | Personagem |
| ------- | -------------- | ---------- |
| 2010–11 | Into The Woods | Cinderela  |

## Turnês
Oficiais
- Luciana Andrade Pocket Show (2007–10)[105]
- Turnê O Amor e o Tempo (2012–14)[52][53][54][55][56]
- Turnê Acústica (2015–17)[63][106]
- Turnê Elo (2021–presente)

Colaborações
- O Retorno de Áries (com a banda Áries) (2015–17)[61]
- Duo Elétrico (com Ciro Visconti) (2015–17)[63][107]